# إلى جدي مع التحية (مسلسل)
إلى جدي مع التحية مسلسل سعودي تربوي هادف عرض في نوفيمبر 2001. تدورأحداث المسلسل حول 6 أطفال يمرون بأحداث ومواقف إنسانية تدعو إلى الترابط الأسري وإلى تعامل الإنسان بشكل أفضل مع البيئة والحيوان والجماد.

## طاقم العمل
- أحمد الصالح
- سناء بكر يونس
- علي السبع
- إبراهيم الحربي

الأطفال
- ثامر الشعيبي
- مصعب الحبيل
- ياسر عبد الكريم
- محمد اللوغاني
- يوسف محمد
- أحمد حسين